# Eternal Return
Eternal Return — многопользовательская игра в жанре королевской битвы, разработанная Nimble Neuron и изданная Kakao Games. Игра вышла в ранний доступ 14 октября 2020 г. Eternal Return представляет собой смесь многопользовательской онлайн-игры на боевой арене с элементами игры на выживание. Игрок может выбрать одного из множества уже выпущенных персонажей и сразиться вместе со своей командой против 7 других команд, чтобы выжить на острове под названием Люмия, причем последняя выжившая команда считается победителем. В настоящее время игра доступна для Microsoft Windows через Steam. Версии для консолей Xbox и мобильных устройств находятся в разработке.

## Игровой процесс
24 игрока, разделённые на команды по 3 человека, появляются на острове и противостоят друг другу. На карте Lumia Island есть 21 различная область. В игре используется механика королевской битвы, в которой различные области карты помечаются как зоны ограниченного доступа, вместо традиционного замыкающего круга. Игроки собирают материалы из различных контейнеров, убитых животных или тел побеждённых игроков, или из различных специальных точек на карте для создания более сильного оружия или снаряжения. В игре присутствует множество разных персонажей со своими уникальными способностями, как в многопользовательских онлайн-играх на боевых аренах. Последний игрок или команда, оставшаяся в живых, объявляется победителем.

## Сюжет
Действия Eternal Return происходят во вселенной Lumia Island, действия которой происходят на уединенном острове с различными областями. Научная организация, известная как AGLAIA, проводит эксперимент над подопытными для дальнейшего развития и создания элитного вида людей. После каждого проведённого эксперимента, воспоминания испытуемых стираются.

## Разработка
Eternal Return разработана южнокорейской компанией Nimble Neuron на движке Unity.
В 2021 году они объединились с Kakao Games для публикации Eternal Return в Корее. В 2021 году был создан музыкальный клип с участием K-pop группы aespa для запуска клиента игры в Kakao Games.